# Месерет Дефар
Месерет Дефар (род. 19 ноября 1983 года в Аддис-Абебе, Эфиопия) — эфиопская бегунья, двукратная олимпийская чемпионка на дистанции 5000 метров (2004 и 2012), многократная чемпионка мира. Специализируется на дистанциях 3000 и 5000 метров. Лучшая легкоатлетка мира 2007 года, экс-рекордсменка мира на дистанции 5000 метров.
Победительница соревнований Weltklasse in Karlsruhe 2013 года в беге на 3000 метров с результатом 8.35,28.

## Достижения
- Двукратная чемпионка мира (2007 и 2013) на дистанции 5000 метров
- Четырёхкратная чемпионка мира в помещении на дистанции 3000 метров: выиграла 4 чемпионата мира подряд (2004, 2006, 2008, 2010).
- Чемпионка Африки 2006 года на дистанции 5000 метров.